# Veljko Vlahović

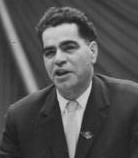
Veljko Vlahović (1914-1975)

Veljko Vlahović (1914-1975) foi um político montenegrino membro do Partido Comunista da Iugoslávia. 
Depois de estudar em Belgrado, em Praga e na Sorbonne, em Paris, Vlahović obteve um diploma de pós-graduação em Moscou. Lutou na Guerra Civil Espanhola e participou ativamente da organização da Liga da Juventude Comunista da Iugoslávia, a SKOJ. Durante a Segunda Guerra Mundial, dirigiu a estação de rádio Iugoslávia Livre. Em 1944, ele se tornou editor do jornal comunista sérvio Borba. Foi fundamental para a organização dos documentos do Programa Ljubljana, que previu os princípios do Titoísmo.